# Martina Kivač
Martina Kivač (* 4. August 1982) ist eine kroatische Fußballspielerin.
Kivač debütierte am 16. Mai 2004 im Class B EM-Qualifikation Spiel gegen Bosnien-Herzegowina. Dieses Spiel gewannen die Kroatinnen mit 6:0. Knapp ein Jahr später bestritt sie ihr letztes Spiel gegen die Auswahl Mazedoniens. Einzige bekannte Station auf Vereinsebene ist der ZNK Dinamo-Maksimir Zagreb.